# Gendaigeki
Le terme gendaigeki (現代劇, litt. « théâtre contemporain », aussi appelé ou écrit gendai-geki, gendai geki, ou encore gendai-mono) désigne en japonais un film dont l'intrigue se déroule dans le monde contemporain (par opposition au jidai-geki, le film en costumes d'époque).
Bien que ce genre représentât une grande partie de la production cinématographique japonaise, surtout à partir des années 1950, il ne fut découvert que tardivement en Occident.
Yasuzo Masumura, Yasujirō Ozu et Kon Ichikawa sont de célèbres réalisateurs de gendaigeki (mais ils ont aussi réalisé des jidai-geki).